# Ставангер
Става́нгер (на норвежки: Stavanger); изговоря се най-близко до Ставаньер) е град и община в Югозападна Норвегия, административен център на фюлке Ругалан. Наричан е Нефтената столица на Норвегия.

## География
Разположен е на брега на Норвежко море. Той е на 4-то място по население в страната със 120 798 жители според преброяването от 1 януари 2008 г. В статистически данни за Норвегия е представян заедно със съседния град-сателит Санес като селище с население от 185 900 жители.

## Икономика
Ставангер е наричан Нефтената столица на Норвегия (Norges oljehovedstaden), тъй като от по-големите норвежки градове той е най-близко разположен до основните офшорни нефтени и газови находища в Норвежко море. Голяма част от персонала на нефтените платформи живее със семействата си в града и високите доходи от този сектор значително повишават както стандарта на живот, така и цените в града.
Летище Ставангер – Сула (Stavanger – Sola) обслужва града. На него са базирани вертолетите, доставящи персонал и оборудване до и от нефтните и газовите платформи. Военната част на летището е известна като Авиобаза Сула (Sola flystasjon). В нея са разположени командването и въздушноспасително звено на 330-а ескадрила на Кралските норвежки ВВС с вертолети „Уестланд Сий Кинг“ (Westland Sea King), като предстои скорошната им замяна с Westland Merlin EH-101.

## Спорт
Представителният футболен отбор на града е на футболен клуб „Викинг“. Играл е в най-горните 2 нива на норвежкия футбол. Другите 2 футболни клуба от града са Ставангер ИФ и „Видар“.

## Известни личности
Родени в Ставангер
- Кристиан Лоус Ланге (1869 – 1938), дипломат
- Мартин Наг (р. 1927), поет
- Хенрик Стефенс (1773 – 1845), философ

## Побратимени градове
- Абърдийн, Шотландия (1990)
- Анцирабе, Мадагаскар
- Есбер, Дания
- Ескилстюна, Швеция
- Естели, Никарагуа
- Масава, Еритрея
- Наблус, Палестина
- Нетания, Израел
- Фярдабигд, Исландия
- Харлоу, Англия
- Хюстън, САЩ
- Ювяскюля, Финландия